# Chondrosum pectinatum
Chondrosum pectinatum är en gräsart som först beskrevs av Henry Ira Featherly, och fick sitt nu gällande namn av Clayton. Chondrosum pectinatum ingår i släktet Chondrosum och familjen gräs. Inga underarter finns listade i Catalogue of Life.